# Jun Kaname
Jun Kaname (要 潤?, Kaname Jun; Mitoyo, 21 febbraio 1981) è un attore giapponese.
Ha fatto il suo debutto come attore nel 2001 nella serie dedicata a Kamen Rider. Appare inoltre anche spesso in pubblicità, programmi di varietà e video musicali.

## Filmografia

### Cinema
- Kamen Rider Agito: A New Transformation, regia di Ryuta Tasaki (2001)
- Kamen Rider Agito: Project G4, regia di Ryuta Tasaki (2001)
- Janki Kuzure (2003)
- Tenshi no Kiba, regia di Ryo Nishimura (2003)
- Kyashan - La rinascita, regia di Kazuaki Kiriya (2004)
- Kame wa Igai to Hayaku Oyogu, regia di Satoshi Miki (2005)
- Bashment (2005)
- Udon (2006)
- Retort Life (2007)
- Pyū to fuku! Jaguar (2008)
- Parallel (2009)
- Goemon, regia di Kazuaki Kiriya (2009)
- Blood, regia di Ten Shimoyama (2009)
- Subete wa Umi ni Naru / All to the Sea, regia di Akane Yamada (2010)
- Wild 7, regia di Eiichirô Hasumi (2011)
- Liar Game: Reborn, regia di Hiroaki Matsuyama (2012)

### Televisione
- Kamen Rider Agito – serie TV, (2001)
- Kono Fuyu no Koi – serie TV, (2002)
- Shin Ai no Arashi – serie TV, (2002)
- Tensai Yanagisawa kyoju não Seikatsu – serie TV, (2002)
- Mantenhan – serie TV, (2002)
- Kamen Rider Ryuki – serie TV, (2002)
- Good Luck!! – serie TV, (2003)
- Kaidan Shin Mimibukuro – serie TV, (2003)
- Doubutsu não Oisha-san – serie TV, (2003)
- Kokoro no Teryōri – serie TV, (2003)
- Koibumi carta de amor – serie TV, (2003)
- Leão Sensei – serie TV, (2003)
- Boku to kanojo to kanojo no ikiru michi – serie TV, (2003)
- Sanji não Oyatsu – serie TV, (2004)
- 19 Fronteiras – serie TV, (2004)
- Chūshingura – serie TV, (2004)
- Mãe e amante – serie TV, (2004)
- Denshi Ga Kireru Made – serie TV, (2004)
- Last Present – serie TV, (2004)
- Naniwa Kin-fazer yu – serie TV, (2005)
- Setsuna ni Nite Setsunaku – serie TV, (2005)
- Magarikado no Kanojo – serie TV, (2005)
- Tokyo Wonder Tours – serie TV, (2005)
- Konya Hitori No Beddo – serie TV, (2005)
- Hotaru no Haka – serie TV, (2005)
- The Secret Show – serie TV, (2005)
- Yaō – serie TV, (2006)
- Shōjo niwa Mukanai Shokugyō – serie TV, (2006)
- Taiyō no uta – serie TV, (2006)
- Kiraware Matsuko não Issho – serie TV, (2006)
- Tatta hitotsu no koi – serie TV, (2006)
- Tenshi no Hashigo – serie TV, (2006)
- Himitsu no Hanazono – serie TV, (2007)
- Tantei gakuen Q – serie TV, (2007)
- Katagoshi no Koibito – serie TV, (2007)
- Sugata Sanshiro – serie TV, (2007)
- Ashita No Kita Yoshio – serie TV, (2008)
- Kimi hannin janai yo ne? – serie TV, (2008)
- Taiyō to umi no kyōshitsu – serie TV, (2008)
- KOI Kara No SAWAGI - Love Stories V – serie TV, (2008)
- Ryūsei no kizuna – serie TV, (2008)
- RESCUE – serie TV, (2009)
- Godhand Teru – serie TV, (2009)
- Atashinchi no danshi – serie TV, (2009)
- Shōkōjo Seira – serie TV, (2009)
- Untouchable – serie TV, (2009)
- Naka nai to kimeta Hi – serie TV, (2010)
- Ryōmaden – serie TV, (2010)
- Unubore Deka (うぬぼれ刑事?) – serie TV, (2010)

### Doppiaggio
- Kurohyō 2: Ryū ga Gotoku Ashura hen – videogioco, (2012): Ryo Nozaki